# An Châu (xã)
An Châu là một xã cũ thuộc huyện Đông Hưng, tỉnh Thái Bình, Việt Nam.

## Địa lý
Xã An Châu nằm ở phía bắc huyện Đông Hưng, có vị trí địa lý:
- Phía đông giáp xã Đô Lương và xã Phú Lương
- Phía nam giáp xã Mê Linh và xã Phú Lương
- Phía tây giáp huyện Hưng Hà
- Phía bắc giáp xã Đô Lương và huyện Hưng Hà.

Xã An Châu có diện tích 3,81 km², dân số năm 2022 là 5.779 người, mật độ dân số đạt 1.516 người/km².

## Hành chính
Xã An Châu được chia thành 3 thôn: An Nạp (thuộc làng Sàng), Kim Châu 1, Kim Châu 2 (thuộc làng Giô).

## Lịch sử
Ngày 28 tháng 9 năm 2024, Ủy ban Thường vụ Quốc hội ban hành Nghị quyết số 1201/NQ-UBTVQH15 về việc sắp xếp đơn vị hành chính cấp xã của tỉnh Thái Bình giai đoạn 2023 – 2025 (nghị quyết có hiệu lực từ ngày 1 tháng 11 năm 2024). Theo đó, thành lập xã Liên An Đô trên cơ sở toàn bộ 3,81 km² diện tích tự nhiên và quy mô dân số là 5.779 người của xã An Châu.